# Jacques Epron-Desjardins
Jacques Épron-Desjardins est un marin français, capitaine de vaisseau, né à Granville (Manche) le 29 octobre 1766 et mort à Saint-Servan (Ille-et-Vilaine) le 16 novembre 1837. 

## Biographie
Il est le fils de Jacques Epron sire des Jardins et de Rosalie Bernardine le Marquand. Il  commande L'Argonaute, soixante-quatorze canons, à la bataille de Trafalgar, ce qui lui vaut le déshonneur aux yeux de Napoléon.
Capitaine de vaisseau, chevalier de la Légion d'Honneur en 1804, il est promu officier et reçoit l'ordre de Saint-Louis en 1814. Anobli le 16 décembre 1815 et contre-amiral à la retraite, il devient maire de Saint-Servan de 1830 à 1835.
Il est le frère aîné de Louis-Jacques Epron de la Horie (1768-1841).

## Décorations
- Officier de la Légion d'honneur en 1804.
- Chevalier de l'ordre royal et militaire de Saint-Louis